# Кара Кольо
Кара Кольо (від болг. Кара Никола, ще його називали Кара Кольо Омарчаліята) — є одним з найвідоміших болгарських гайдуків, воєвода, який боровся проти панування Османської імперії в Болгарії.

## Життєпис
Немає достеменних відомостей про рік народження Кара Никола, відомо тільки, що він народився у XVIII ст. в селі Омарчево біля Слівена. За легендою, Кара ще у сімнадцятирічному віці приєднався до гайдуків, адже його батько був їхнім зв'язковим (болг. ятак). Є свідчення, що на початку гайдуцької діяльності Кара Кольо був серед розбійників (болг. кирджалии), але досить швидко став справжнім гайдуком, що дбав про свій народ і боровся проти османів.

### Ранні роки гайдуцтва

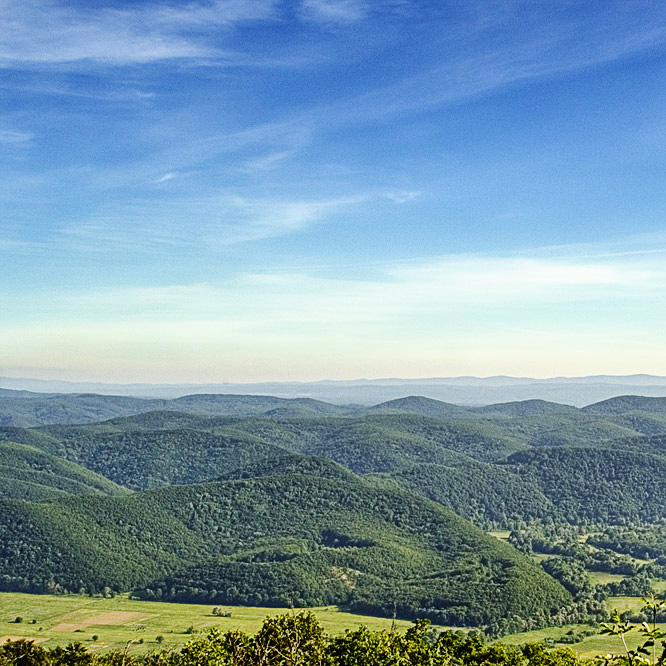
Гори Странджа, де гайдуцтвував Кара Кольо.

Певний час він був у загоні (четі) Вилчана Войводи, але, теж згідно з легендою, мав такий характер, що не тримав у собі ніяких тайних помислів, а міг одразу їх кинути в обличчя опонента. Одного разу він так відповів Вилчану, що той, який не терпів жодного спротиву, схопився за рушницю й хотів застрелити Кара Кольо. Останній пірнув у річку і, таким чином, пропливши по дну її, уникнув смерті. Згодом Вилчан Войвода охолонув і передав Кара Кольо, що той може повернутися, але молодий гайдук не схотів цього зробити й пішов у чету до Індже Войводи. Є відомості, що від 1793 до 1810 року був прапороносцем цієї чети і згідно з гайдуцькими правилами заступником Індже — підвоєводою. Після тяжкого поранення Індже Кара Кольо, згідно з легендою, яку переповів Георги Стойков Раковски, тривалий час командував четою. Взагалі вважають, що ці обидва гайдуки мали дуже міцну дружбу, яка поєднала їх на все життя.

### Розпал гайдуцтва
Кара Кольо любили болгари, він надавав безкорисливу допомогу всім нужденним. У нього було багато прихильників і помічників, у тому числі й серед багатих турків, які побоювалися його. Уряд Османської імперії був безсилий боротися з ним. Він мав неабиякі здібності до гайдуцької діяльності. Відповідно до однієї з легенд Кара Кольо завдяки великій хитрості вчинив зухвале пограбування Узунджовського ярмарку. Одягнений як багаті міняйли, у супроводі десятка своїх людей, нібито охоронців, він відкрив на ярмарку свій ларьок. Розставив ще своїх вірних людей в інших місцях по всьому ярмарку у вигляді дрібних торговців. За час проведення ярмарку він своїм показним багатством завоював безперечну довіру як торговців, так і влади. Дочекавшись кінця ярмарку, коли всі товари були замінені на гроші, він увечері напоїв купців і охорону ярмарку. А після цього подав умовний сигнал гайдукам, які швидко всіх п'яних роззброїли та спокійно відібрали в них гроші. Вважають, що частина цих коштів пішла на будівництво храмів та приміщень в Устремі, у так званому «гайдуцькому» монастирі «Святої Трійці».

### Останні роки
У 1821 році Кара Кольо разом з Індже Войводою підняв повстання у Валахії проти османів з метою звільнити балканські народи від ярма Османської імперії, але 17 липня в битві при Скулені загинув разом зі своїм побратимом.

## Пам'ять про Кара Кольо

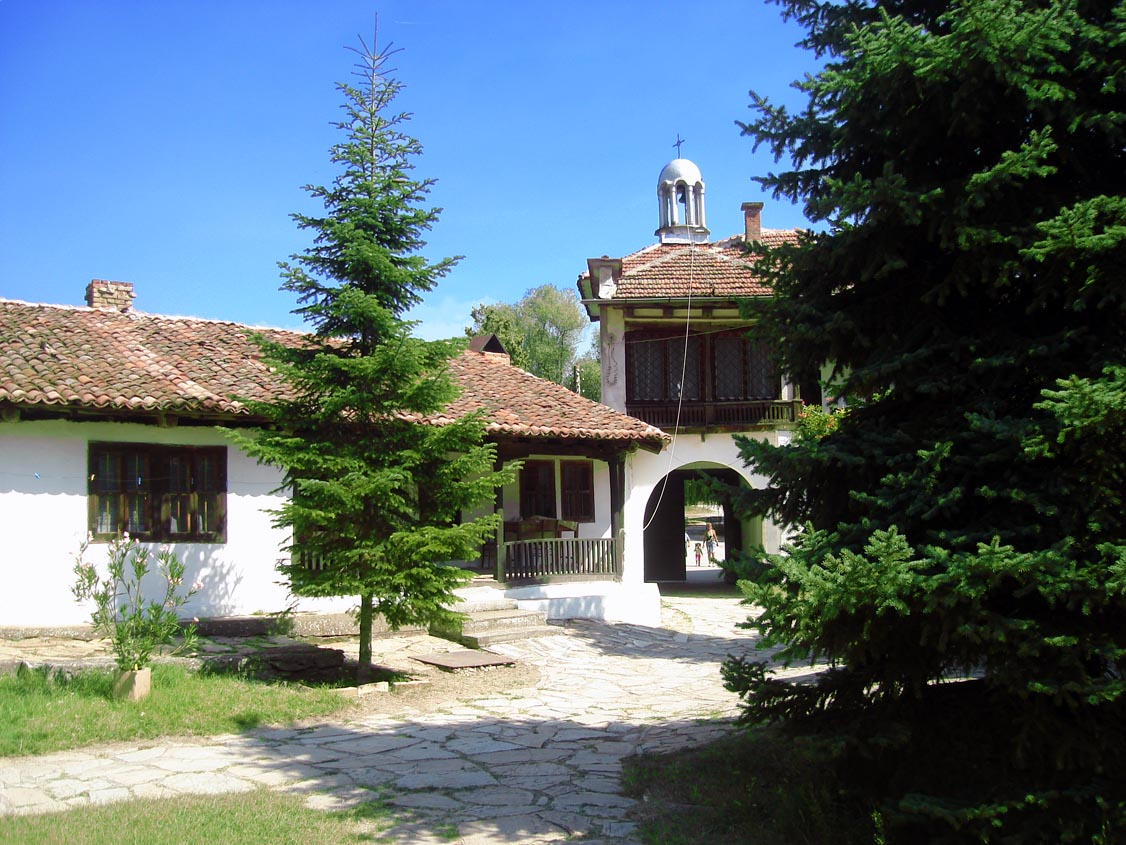
Устремський «гайдуцький» монастир «Святої Трійці», в якому тривалий час переховувався Кара Кольо.

Багато місць у Болгарії пов'язані з ім'ям Кара Кольо. Шлях між горами Сакар (Південно-Східна Болгарія) і ланцюгом пагорбів Бакаджиците має назву «Шлях Кара Кольо». Біля міста Приморсько (Бургаська область) є «Ключ Кара Кольо», біля села Долно Паничарево (поряд з Ново-Паничарево) «Джерело Кара Кольо». Біля села Черепово є печера, в який гайдук багато разів успішно переховувався від османських військ — «Каракольовий отвір». Найбільше його ім'я пов'язують з монастирем «Св. Трійці», який мав назву «гайдуцького», тому що в будуванні багатьох його частин велику роль відіграли Кара Кольо, Індже Войвода, Ангел Каріотов та деякі інші гайдуки. Печера поблизу монастиря слугувала криївкою для них. Під вівтарем головної церкви монастиря вони збудували велику й добре замасковану схованку, яка збереглася дотепер.

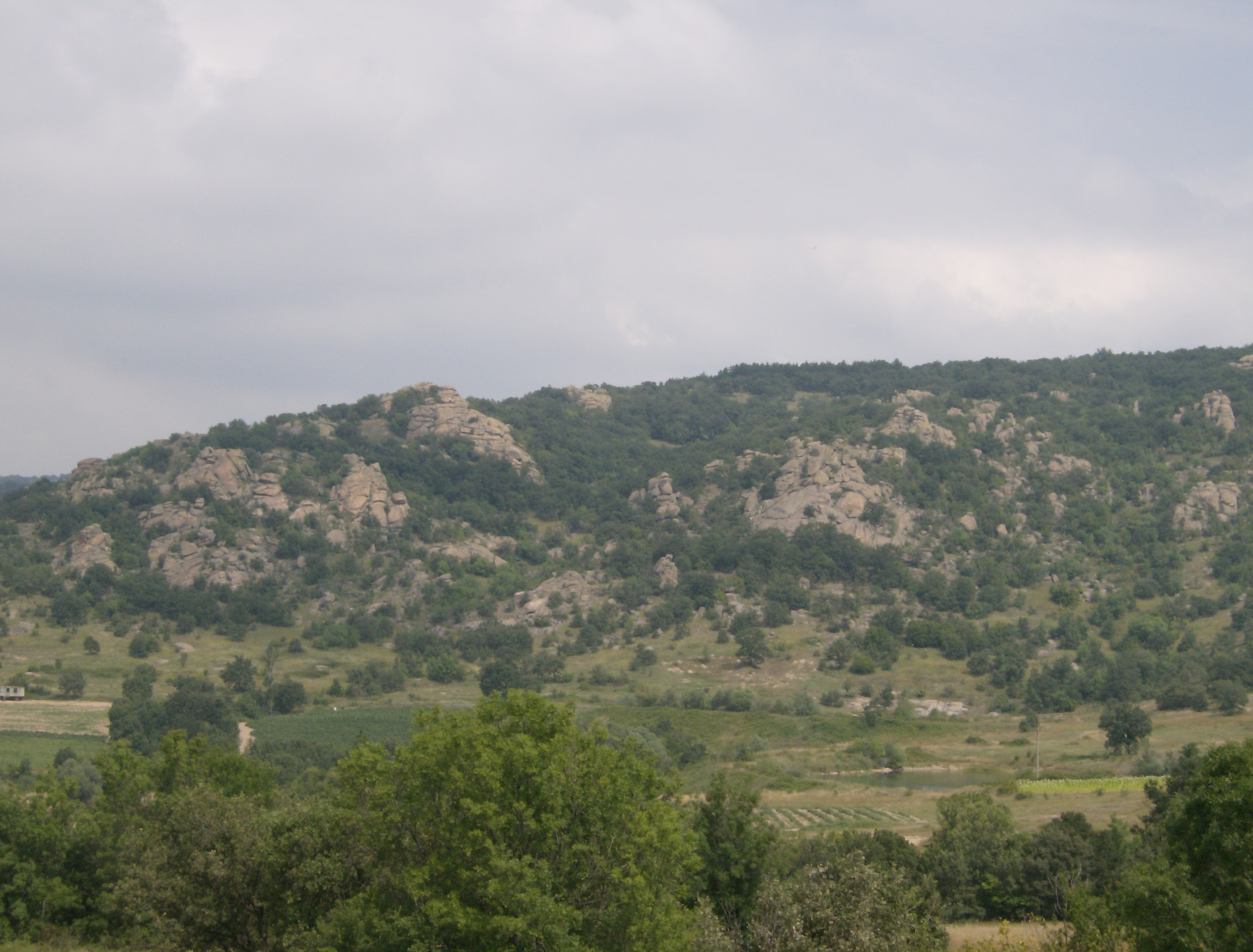
Сквали біля Черепово, де є печера під назвою «Каракольовий отвір», де багато років переховувався від османів Кара Кольо.

У містах Плевен, Ямбол, Єлхово, Тополовград є вулиці, названі ім'ям Кара Кольо. Футбольний клуб села Омарчево носить ім'я славного гайдука. Про Кара Кольо складено багато народних пісень. Разом з Індже Войводою Кара Кольо є одним з найбільш оспіваних народом болгарських гайдуків.